# Plaveč (Znojmo)
Plaveč é uma comuna checa localizada na região de Morávia do Sul, distrito de Znojmo.